# HNSKY
HNSKY nebo Hallo Northern Sky je 2D-astronomický program pro Windows k simulaci noční oblohy, který je vyvíjen od roku 1998 Holanďanem Han Kleijnen. Simuluje noční oblohu mezi lety 1750–2250. Velká verze (40 MB) má databázi 2,5 miliónu hvězd. Program se dá doplňovat vlastními daty.